# Saint-Hilaire-le-Lierru
Saint-Hilaire-le-Lierru ist eine ehemalige französische Gemeinde mit 132 Einwohnern (Stand: 1. Januar 2020) im Département Sarthe in der Region Pays de la Loire. Sie gehörte zum Arrondissement Mamers. Die Einwohner werden Saint-Hilairois oder Saint-Hilairiens und Saint-Hilairiennes genannt.
Der Erlass der Präfektin vom 29. September 2015 legte mit Wirkung zum 1. Januar 2016 die Eingliederung von Saint-Hilaire-le-Lierru als Commune déléguée zusammen mit der früheren Gemeinde Tuffé zur neuen Commune nouvelle Culoz-Béon fest.

## Geographie
Saint-Hilaire-le-Lierru liegt etwa 28 Kilometer ostnordöstlich von Le Mans.
Umgeben wird Saint-Hilaire-le-Lierru von den Nachbargemeinden und der Commune déléguée:
|                          |                                             | Boëssé-le-Sec     |
| Tuffé (Commune déléguée) | Kompassrose, die auf Nachbargemeinden zeigt |                   |
|                          |                                             | Sceaux-sur-Huisne |

## Bevölkerungsentwicklung

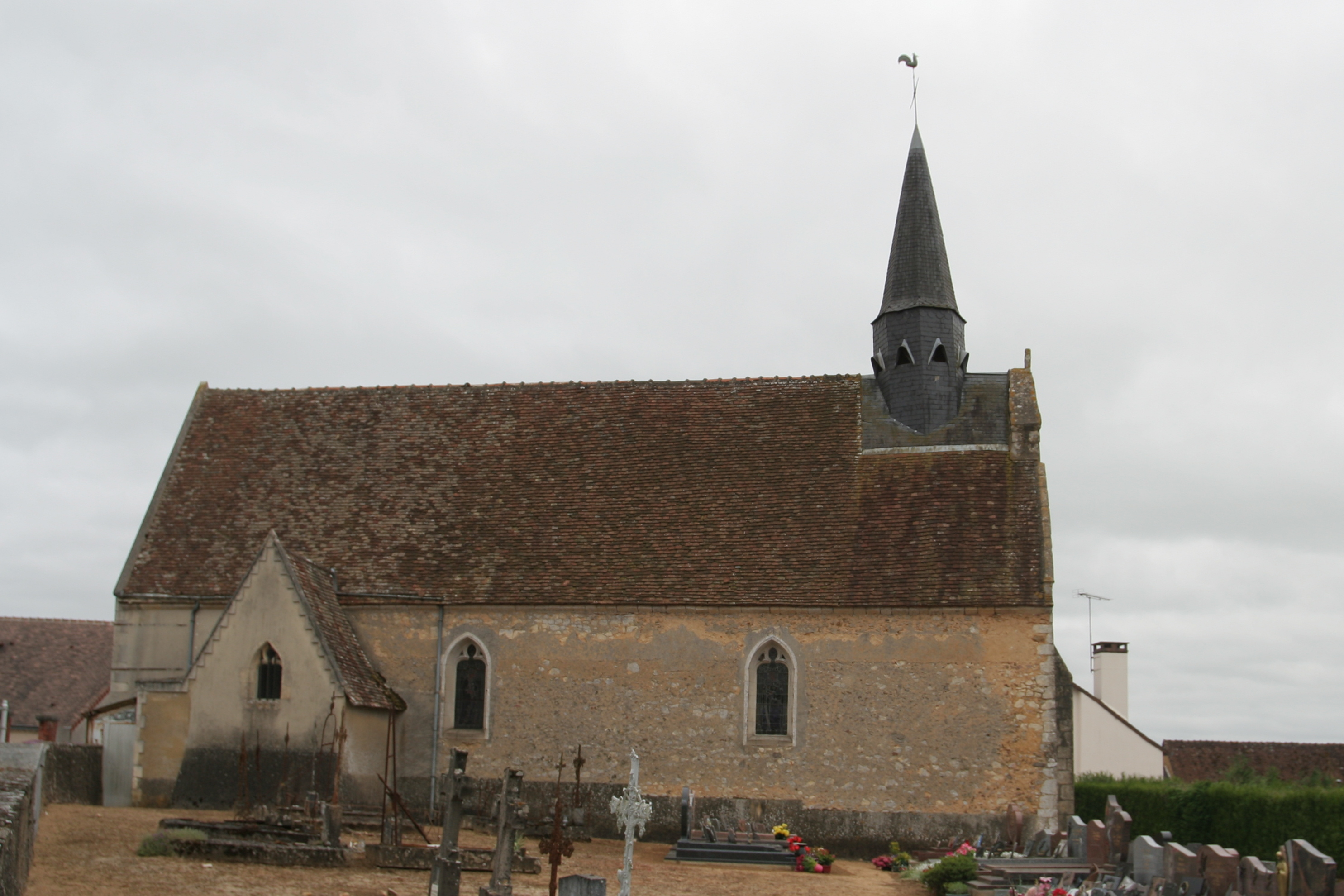
Pfarrkirche Saint-Hilaire

| Saint-Hilaire-le-Lierru: Einwohnerzahlen von 1793 bis 2020                                                                 | Saint-Hilaire-le-Lierru: Einwohnerzahlen von 1793 bis 2020 | Saint-Hilaire-le-Lierru: Einwohnerzahlen von 1793 bis 2020 | Saint-Hilaire-le-Lierru: Einwohnerzahlen von 1793 bis 2020 | Saint-Hilaire-le-Lierru: Einwohnerzahlen von 1793 bis 2020 |
| --- | ---------------------------------------------------------- | ---------------------------------------------------------- | ---------------------------------------------------------- | ---------------------------------------------------------- |
| Jahr |                                                            |                                                            |                                                            | Einwohner                                                  |
| 1793 | 1793                                                       |                                                            | 273                                                        | 273                                                        |
| 1800 | 1800                                                       |                                                            | 308                                                        | 308                                                        |
| 1806 | 1806                                                       |                                                            | 307                                                        | 307                                                        |
| 1821 | 1821                                                       |                                                            | 320                                                        | 320                                                        |
| 1831 | 1831                                                       |                                                            | 310                                                        | 310                                                        |
| 1836 | 1836                                                       |                                                            | 276                                                        | 276                                                        |
| 1841 | 1841                                                       |                                                            | 280                                                        | 280                                                        |
| 1846 | 1846                                                       |                                                            | 244                                                        | 244                                                        |
| 1851 | 1851                                                       |                                                            | 268                                                        | 268                                                        |
| 1856 | 1856                                                       |                                                            | 272                                                        | 272                                                        |
| 1861 | 1861                                                       |                                                            | 271                                                        | 271                                                        |
| 1866 | 1866                                                       |                                                            | 247                                                        | 247                                                        |
| 1872 | 1872                                                       |                                                            | 246                                                        | 246                                                        |
| 1876 | 1876                                                       |                                                            | 237                                                        | 237                                                        |
| 1881 | 1881                                                       |                                                            | 235                                                        | 235                                                        |
| 1886 | 1886                                                       |                                                            | 251                                                        | 251                                                        |
| 1891 | 1891                                                       |                                                            | 225                                                        | 225                                                        |
| 1896 | 1896                                                       |                                                            | 232                                                        | 232                                                        |
| 1901 | 1901                                                       |                                                            | 241                                                        | 241                                                        |
| 1906 | 1906                                                       |                                                            | 265                                                        | 265                                                        |
| 1911 | 1911                                                       |                                                            | 266                                                        | 266                                                        |
| 1921 | 1921                                                       |                                                            | 246                                                        | 246                                                        |
| 1926 | 1926                                                       |                                                            | 225                                                        | 225                                                        |
| 1931 | 1931                                                       |                                                            | 215                                                        | 215                                                        |
| 1936 | 1936                                                       |                                                            | 223                                                        | 223                                                        |
| 1946 | 1946                                                       |                                                            | 242                                                        | 242                                                        |
| 1954 | 1954                                                       |                                                            | 224                                                        | 224                                                        |
| 1962 | 1962                                                       |                                                            | 174                                                        | 174                                                        |
| 1968 | 1968                                                       |                                                            | 135                                                        | 135                                                        |
| 1975 | 1975                                                       |                                                            | 112                                                        | 112                                                        |
| 1982 | 1982                                                       |                                                            | 91                                                         | 91                                                         |
| 1990 | 1990                                                       |                                                            | 94                                                         | 94                                                         |
| 1999 | 1999                                                       |                                                            | 117                                                        | 117                                                        |
| 2006 | 2006                                                       |                                                            | 137                                                        | 137                                                        |
| 2013 | 2013                                                       |                                                            | 137                                                        | 137                                                        |
| 2020 | 2020                                                       |                                                            | 132                                                        | 132                                                        |
| Quelle(n): EHESS/Cassini bis 1999, INSEE ab 2006 Anmerkung(en): Ab 1962 offizielle Zahlen ohne Einwohner mit Zweitwohnsitz |                                                            |                                                            |                                                            |                                                            |

## Sehenswürdigkeiten
- Pfarrkirche Saint-Hilaire, im 11. Jahrhundert erstmals erwähnt
- Herrenhaus La Cour, 1524 bis 1557 erbaut
- Herrenhaus Le Cœur aus dem 16. Jahrhundert